# Ammersbek (municipi)
|  | Per a altres significats, vegeu «Ammersbek». |

Ammersbek és un municipi de l'estat de Slesvig-Holstein a Alemanya al districte de Stormarn i a l'Àrea metropolitana d'Hamburg. El 31 de març de 2010 tenia 9.305 habitants.
El municipi va crear-se e 1978 en fusionar els nuclis d'Hoisbüttel i Bünningstedt i va prendre el nom del riu Ammersbek que el travessa de l'est a l'ovest.
La part septentrional del municipi que toca Hamburg s'ha força urbantitzat. Aquest fenomen ha començat el 1907 després de l'obertura d'una estació d'un carrilet al nucli d'Hoisbüttel, que va integrar-se el 1920 a la Walddörferbahn, avui de la línia U1 de la metropolitana.

## Nuclis
- Lottbek
- Hoisbüttel
- Rehagen/Schäferdresch
- Bünningstedt
- Daheim/Heimgarte

## Llocs d'interès
- La reserva natural Heidkoppelmoor : un paisatge de landa i de torbera, curat des de l'inici de 2010 per l'associació de protecció de la natura NABU[2]
- El munt Schüberg, un pujol d'uns 63 m d'altitud, una morrena terminal que data de l'últim període glacial